# 火花 (電視劇)
《火花》（韓語：불꽃）是韓國SBS於2000年2月2日起播放的特別劇，由鄭乙永執導，金秀賢編劇。故事以之賢、江旭之間的愛情故事作為主題，

## 劇情介紹
愛神總是喜歡惡作劇！！
在抉擇之愛，才邂逅今生的最愛；該接受命運的安排，還是毅然決然再愛一次，由一對男女婚前在泰國發生的邂逅開始一段難以理清的複雜感情。
李江旭（李璟榮 飾）與朴之賢（李英愛 飾）在泰國旅遊中相識，並進而相戀。然而兩人返國後彼此發現男已有未婚妻許敏京（趙敏修 飾），女已有未婚夫富二代崔忠赫（車仁表 飾），在社會規範下，兩人都沒有勇氣追求真愛，各自回到原本的生活，然而命運之神早已將兩人牢牢地鎖在一起。

## 演員陣容

### 主要人物
| 演員   | 角色   | 介紹                                 |
| 李英愛 | 朴之賢 | 劇作家                               |
| 車仁表 | 崔忠赫 | 之賢的未婚夫，家世顯赫的企業家第二代 |
| 李璟榮 | 李江旭 | 整形外科醫師，與之賢邂逅             |
| 趙敏修 | 許敏京 | 江旭的未婚妻，與江旭同樣為醫師       |

### 其他人物
| 演員   | 角色       | 介紹               |
| 白一燮 | 之賢的父親 | 開羊牧場，非常愛妻 |
| 張瑞希 | 羅賢晶     | 之賢的好友         |
| 鄭惠先 | 之賢的母親 |                    |
| 梁美京 | 之賢的大嫂 |                    |
| 姜富子 | 忠赫的母親 |                    |
| 朴根瀅 | 崔昌順     | 忠赫的父親         |
| 金娜雲 | 蘇玉子     | 之賢的好友         |
| 金海淑 | 敏京的阿姨 |                    |
| 宋善美 | 許敏智     | 敏京的妹妹         |
| 徐宇林 | 徐女士     | 敏京的母親         |
| 金福姬 | 江旭的母親 |                    |

## 原聲
| 曲序 | 曲目               | 演唱 |
| ---- | ------------------ | ---- |
| 1.   | 《火花》（主題曲） | 張毅 |

## 收視率
韓國播出平均收視率為37.0%。

## 海外播映
2000年，臺灣八大電視台引進本劇播映，也是在台播映的第一部韓劇，因收視率亮眼而自此開始大舉引進韓劇，效應影響亞洲開始風行韓劇。
香港亞洲電視國際台於2004年2月14日起在《韓語劇場》時段內播出本劇，逢星期六下午6:00-7:00播映。

## 外部連結
- 韓國SBS官方網站 （页面存档备份，存于）
- 台灣緯來 （页面存档备份，存于）（繁體中文）
- 台灣民視（繁體中文）

| SBS 特別劇                                         | SBS 特別劇                              | SBS 特別劇 |
| -------------------------------------------------- | --------------------------------------- | ---------- |
|                                                    | 火花 (2000年2月2日－2000年5月18日)      |            |
| TV電影 Love Story （1999年12月1日－2000年1月27日） | 爆米花 （2000年5月24日－2000年7月13日） |            |